# Mecyna luscitalis
Mecyna luscitalis là một loài bướm đêm trong họ Crambidae.